# Trường Thành, Cần Thơ
Trường Thành là một xã thuộc thành phố Cần Thơ, Việt Nam.

## Địa lý
Xã Trường Thành có vị trí địa lý:
- Phía đông giáp các phường Ô Môn, Phước Thới và xã Phong Điền
- Phía tây giáp các xã Đông Hiệp, Thới Lai, Trường Xuân
- Phía nam giáp xã Trường Long và xã Trường Long Tây
- Phía bắc giáp phường Thới Long và xã Thới Hưng.

Xã Trường Thành có diện tích 59,09 km², dân số năm 2024 là 37.802 người, mật độ dân số đạt 639 người/km².

## Lịch sử
Ngày 20 tháng 9 năm 1975, Bộ Chính trị ban hành Nghị quyết số 245-NQ/TW về việc hợp nhất tỉnh Cần Thơ (ngoại trừ huyện Thốt Nốt), tỉnh Sóc Trăng, tỉnh Trà Vinh, tỉnh Vĩnh Long thành một tỉnh, tên gọi tỉnh mới cùng với nơi đặt tỉnh lỵ sẽ do địa phương đề nghị lên.
Ngày 20 tháng 12 năm 1975, Bộ Chính trị ban hành Nghị quyết số 19/NQ về việc hợp nhất tỉnh Cần Thơ (bao gồm cả huyện Thốt Nốt của tỉnh Long Xuyên), tỉnh Sóc Trăng thành một tỉnh mới, tên gọi tỉnh mới cùng với nơi đặt tỉnh lỵ sẽ do địa phương đề nghị lên.
Ngày 24 tháng 2 năm 1976, Chính phủ Cách mạng lâm thời Cộng hòa miền Nam Việt Nam ban hành Nghị định số 3/NQ/1976 về việc hợp nhất tỉnh Cần Thơ, tỉnh Sóc Trăng và thành phố Cần Thơ thành một tỉnh mới, lấy tên là tỉnh Hậu Giang.
Ngày 28 tháng 3 năm 1983, Hội đồng Bộ trưởng ban hành Quyết định số 21-HĐBT về việc:
- Sáp nhập ấp Định Khánh A và một phần ấp Định Khánh B của xã Định Môn thuộc huyện Ô Môn vào xã Trường Thành.
- Chia xã Trường Thành thuộc huyện Ô Môn thành 3 xã: Trường An, Trường Tân, Trường Thành.

Ngày 16 tháng 9 năm 1989, Hội đồng Bộ trưởng ban hành Quyết định số 128-HĐBT về việc:
- Sáp nhập ấp Định Khánh A và một phần ấp Định Khánh B của xã Định Môn vào xã Trường Thành.
- Sáp nhập xã Trường An và xã Trường Tân vào xã Trường Thành.

Ngày 26 tháng 12 năm 1991, Quốc hội ban hành Nghị quyết về việc chia tỉnh Hậu Giang thành tỉnh Cần Thơ và tỉnh Sóc Trăng.
Ngày 26 tháng 11 năm 2003, Quốc hội ban hành Nghị quyết số 22/2003/QH11 về việc chia tỉnh Cần Thơ thành thành phố Cần Thơ trực thuộc trung ương và tỉnh Hậu Giang.
Ngày 2 tháng 1 năm 2004, Chính phủ ban hành Nghị định số 05/2004/NĐ-CP về việc:
- Thành lập huyện Cờ Đỏ thuộc thành phố Cần Thơ.
- Chuyển xã Định Môn và xã Trường Thành thuộc huyện Ô Môn về huyện Cờ Đỏ mới thành lập quản lý.

Ngày 23 tháng 12 năm 2008, Chính phủ ban hành Nghị định số 12/NĐ-CP về việc:
- Thành lập xã Tân Thạnh thuộc huyện Cờ Đỏ trên cơ sở điều chỉnh 1.631,58 ha diện tích tự nhiên và 7.928 nhân khẩu của xã Thới Thạnh.
- Thành lập xã Trường Thắng thuộc huyện Cờ Đỏ trên cơ sở điều chỉnh 1.481,86 ha diện tích tự nhiên và 6.466 nhân khẩu của xã Trường Thành; 656,54 ha diện tích tự nhiên và 4.711 nhân khẩu của xã Thới Lai.
- Thành lập huyện Thới Lai thuộc thành phố Cần Thơ.
- Chuyển 3 xã: Định Môn, Tân Thạnh, Trường Thành thuộc huyện Cờ Đỏ về huyện Thới Lai mới thành lập quản lý.

Sau khi điều chỉnh địa giới hành chính, xã Trường Thành còn lại 1.897,41 ha diện tích tự nhiên và 12.427 nhân khẩu.
Ngày 12 tháng 6 năm 2025, Quốc hội ban hành Nghị quyết số 202/2025/QH15 về việc sắp xếp đơn vị hành chính cấp tỉnh (nghị quyết có hiệu lực từ ngày 12 tháng 6 năm 2025). Theo đó, sáp nhập tỉnh Hậu Giang và tỉnh Sóc Trăng vào thành phố Cần Thơ.
Ngày 16 tháng 6 năm 2025:
- Quốc hội ban hành Nghị quyết số 203/2025/QH15[13] về việc Sửa đổi, bổ sung một số điều của Hiến pháp nước Cộng hòa xã hội chủ nghĩa Việt Nam. Theo đó, kết thúc hoạt động của đơn vị hành chính cấp huyện trong cả nước từ ngày 1 tháng 7 năm 2025.
- Ủy ban Thường vụ Quốc hội ban hành Nghị quyết số 1668/NQ-UBTVQH15[14] về việc sắp xếp các đơn vị hành chính cấp xã của thành phố Cần Thơ năm 2025 (nghị quyết có hiệu lực từ ngày 16 tháng 6 năm 2025). Theo đó, thành lập xã Trường Thành thuộc thành phố Cần Thơ trên cơ sở toàn bộ 22,27 km² diện tích tự nhiên, quy mô dân số là 13.955 người của xã Định Môn; toàn bộ 17,35 km² diện tích tự nhiên, quy mô dân số là 9.278 người của xã Tân Thạnh và toàn bộ 19,47 km² diện tích tự nhiên, quy mô dân số là 14.569 người của xã Trường Thành thuộc huyện Thới Lai.

Xã Trường Thành có 59,09 km² diện tích tự nhiên và quy mô dân số là 37.802 người.